# Hamilton Academical Football Club 2020-2021
Questa voce raccoglie le informazioni riguardanti l'Hamilton Academical Football Club nelle competizioni ufficiali della stagione 2020-2021.

## Stagione
- In Scottish Premiership l'Hamilton Academical si classifica al 12º e ultimo posto (30 punti), dietro al Kilmarnock, e retrocede in Championship.
- In Scottish Cup viene eliminato al terzo turno dal St. Mirren (0-3).
- In Scottish League Cup non supera la fase a gironi, classificandosi al quarto posto (6 punti) nel gruppo F dietro ad Ayr Utd, Annan Athletic e Stranraer e davanti solo all'Albion Rovers.

## Maglie e sponsor
| Casa | Trasferta |

## Rosa
| N. |                        | Ruolo | Calciatore       |
| -- | ---------------------- | ----- | ---------------- |
| 2  | Inghilterra (bandiera) | D     | Hakeem Odoffin   |
| 3  | Scozia (bandiera)      | D     | Scott McMann     |
| 4  | Scozia (bandiera)      | D     | Ben Stirling     |
| 5  | Scozia (bandiera)      | D     | Brian Easton     |
| 6  | Scozia (bandiera)      | D     | Jamie Hamilton   |
| 7  | Scozia (bandiera)      | A     | Bruce Anderson   |
| 8  | Scozia (bandiera)      | C     | Scott Martin     |
| 9  | Grecia (bandiera)      | A     | Marios Ogkmpoe   |
| 10 | Scozia (bandiera)      | C     | David Templeton  |
| 11 | Scozia (bandiera)      | C     | Lewis Smith      |
| 12 | Scozia (bandiera)      | D     | Shaun Want       |
| 14 | Canada (bandiera)      | C     | Charlie Trafford |
| 15 | Scozia (bandiera)      | C     | Ronan Hughes     |

| N. |                             | Ruolo | Calciatore      |
| -- | --------------------------- | ----- | --------------- |
| 16 | Inghilterra (bandiera)      | D     | Aaron Martin    |
| 17 | Nuova Zelanda (bandiera)    | D     | George Stanger  |
| 18 | Scozia (bandiera)           | C     | Reegan Mimnaugh |
| 19 | Scozia (bandiera)           | A     | Andy Winter     |
| 20 | Zimbabwe (bandiera)         | A     | David Moyo      |
| 21 | Scozia (bandiera)           | A     | Kyle Munro      |
| 22 | Scozia (bandiera)           | P     | Kyle Gourlay    |
| 23 | Scozia (bandiera)           | P     | Ryan Fulton     |
| 24 | Inghilterra (bandiera)      | A     | Nathan Thomas   |
| 25 | Scozia (bandiera)           | A     | Sean Slaven     |
| 27 | Irlanda del Nord (bandiera) | D     | Lee Hodson      |
| 32 | Scozia (bandiera)           | A     | Callum Smith    |
| 34 | Scozia (bandiera)           | C     | Ross Callachan  |